# NGC 4109
NGC 4109 est une galaxie spirale située dans la constellation des Chiens de chasse. NGC 4109 a été découverte par l'ingénieur irlandais Bindon Stoney en 1851.

## Caractéristiques
La classe de luminosité de NGC 4109 est I.

### Distance
Sa vitesse par rapport au fond diffus cosmologique est de 7 258 ± 16 km/s, ce qui correspond à une distance de Hubble de 107,1 ± 7,5 Mpc (∼349 millions d'al).

## Paire optique de galaxies
Selon Vaucouleurs et Corwin, NGC 4108 et NGC 4111 forment une paire de galaxies. Mais, ce n'est pas une paire réelle de galaxie. En effet, la vitesse radiale de NGC 4111 est égal à 788 ± 1 valeur km/s. Elle est donc beaucoup plus près de la Voie lactée.